# Contemplazione
Nella spiritualità e nelle religioni la contemplazione è una pratica che affianca la preghiera e la meditazione, con le quali presenta punti di affinità.

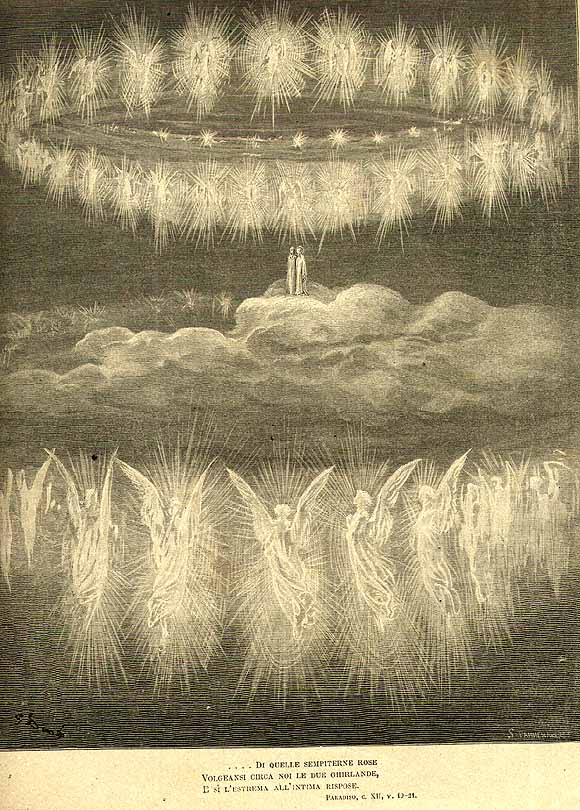
La visione contemplativa di angeli e beati nel Paradiso, secondo Gustave Doré.

## La contemplazione nel Cristianesimo occidentale

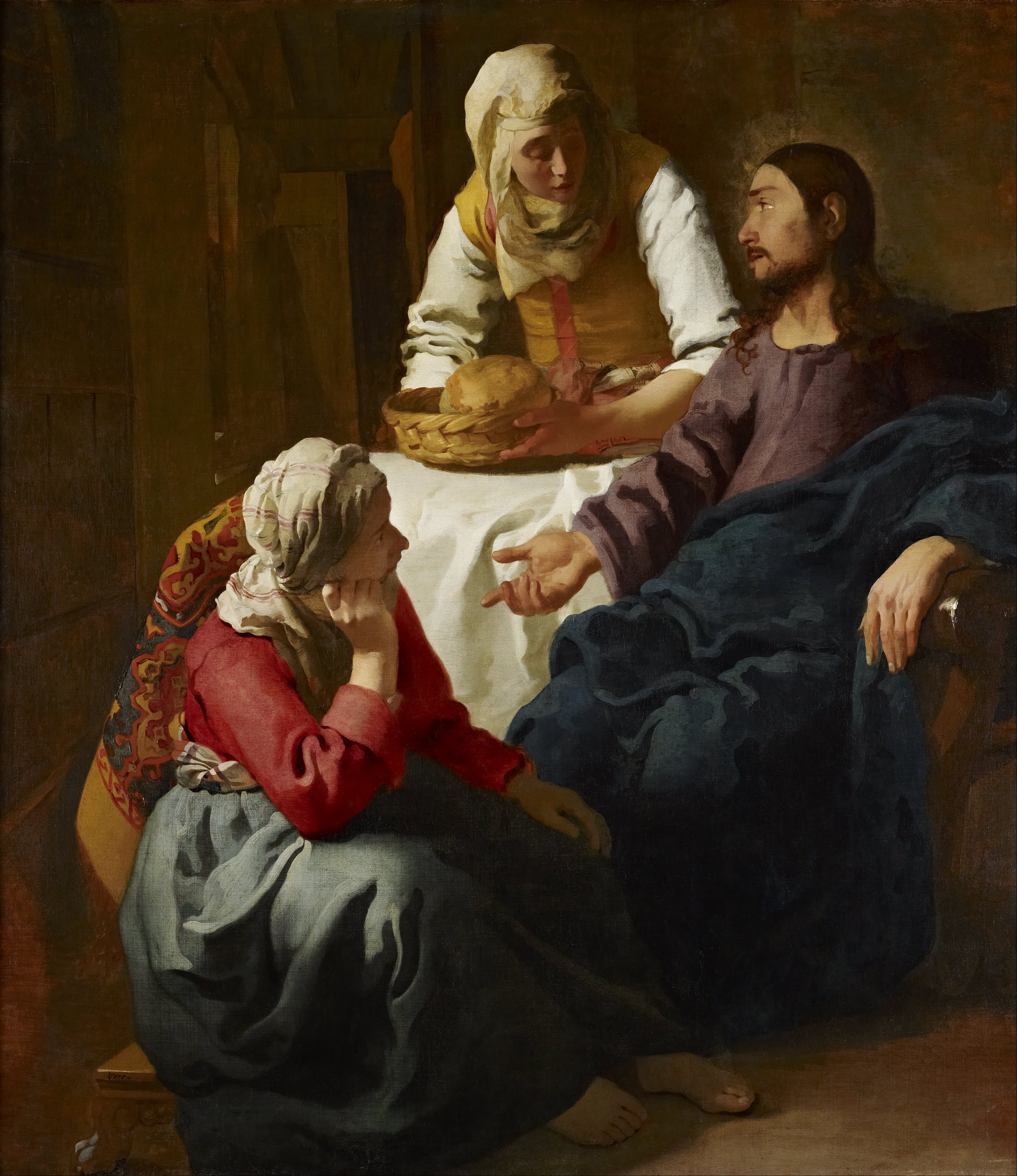
Maria di Betania (a sinistra) e sua sorella Marta (al centro), simboli tradizionali rispettivamente di contemplazione ed azione, in un dipinto di Jan Vermeer (1655 circa, National Gallery of Scotland, Edimburgo).

Nel cristianesimo occidentale la contemplazione è associata al misticismo ed è legata alle opere di mistici quali Santa Teresa d'Avila e San Giovanni della Croce. 
La contemplazione è tenuta in grande riguardo soprattutto nel cattolicesimo, il cui grande teologo San Tommaso d'Aquino scrisse: «È necessario per il bene della comunità degli uomini che ci siano persone che si dedichino a una vita di contemplazione». 
Un neotomista, Josef Pieper, commentò: «Perché è la contemplazione che preserva, in seno alla comunità degli uomini, la verità che è al contempo priva di utilità e parametro di ogni possibile utilità; così è la contemplazione che mantiene il vero fine in vista, dando significato a ogni atto pratico della vita».

## La contemplazione nel Cristianesimo ortodosso
Nel cristianesimo orientale la contemplazione è sinonimo di visione divina e, in quanto tecnica, è espressa dalla tradizione ascetica dell'esicasmo. L'esicasmo, o vita nella quiete, comporta la pratica dell'orazione monologica, ossia di un'orazione composta da una semplice frase. Questa preghiera è recitata prestando attenzione al significato delle parole e senz'alcun uso della fantasia in modo da fare in modo che anche i propri ritmi vitali, il respiro e il battito cardiaco, la esprimano. Con questa preghiera - che non implica assolutamente un'attività mentale di concentrazione - l'intelletto intuitivo non è occupato da nulla che lo distragga e, purificato, discende nel centro più profondo della persona (il cuore). L'unità tra mente e cuore ricrea nell'uomo lo stato edenico perso con la disobbedienza del peccato. A quel punto l'uomo può avere l'intuizione della presenza divina in sé. 
Il più grande difensore e diffusore della preghiera esicasta è stato Gregorio Palamas. Nel Cristianesimo ortodosso, la contemplazione non è dissociata dall'azione. Non esiste, dunque, la divisione occidentale tra vita attiva e vita contemplativa. I monaci possono vivere in monastero ma dedicarsi anche alla missione e alle opere di carità.

## La contemplazione nelle altre religioni e dottrine filosofiche
Pratiche ricollegabili alla contemplazione sono rintracciabili anche in altre tradizioni religiose, ad esempio nel Buddismo.
Nella filosofia greca la contemplazione è una componente fondamentale della dottrina di Platone, secondo la quale, attraverso la contemplazione, l'anima umana può arrivare alla conoscenza di quelle forme divine sovrasensibili, chiamate «idee», con cui Dio opera nel mondo. 
Anche per Plotino, esponente del neoplatonismo, la contemplazione è la chiave per raggiungere l'Uno. Mettendola in rapporto di complementarità-polarità con la processione, Plotino afferma infatti nelle Enneadi che la più alta forma di contemplazione consiste nel risalire all'inverso il processo discensivo dell'emanazione divina, arrivando a sperimentare la visione di Dio, cioè la Monade, o l'Uno. Le stesse ipostasi ed esso inferiori si configurano come tali proprio perché contemplano il principio da cui discendono. Il suo discepolo Porfirio ci tramanda che il maestro visse questa esperienza di estasi almeno quattro volte.
Secondo la tradizione islamica il profeta Maometto si recava regolarmente da solo in cima al Monte Hira a contemplare la natura circostante la Mecca, la vita e il suo significato.

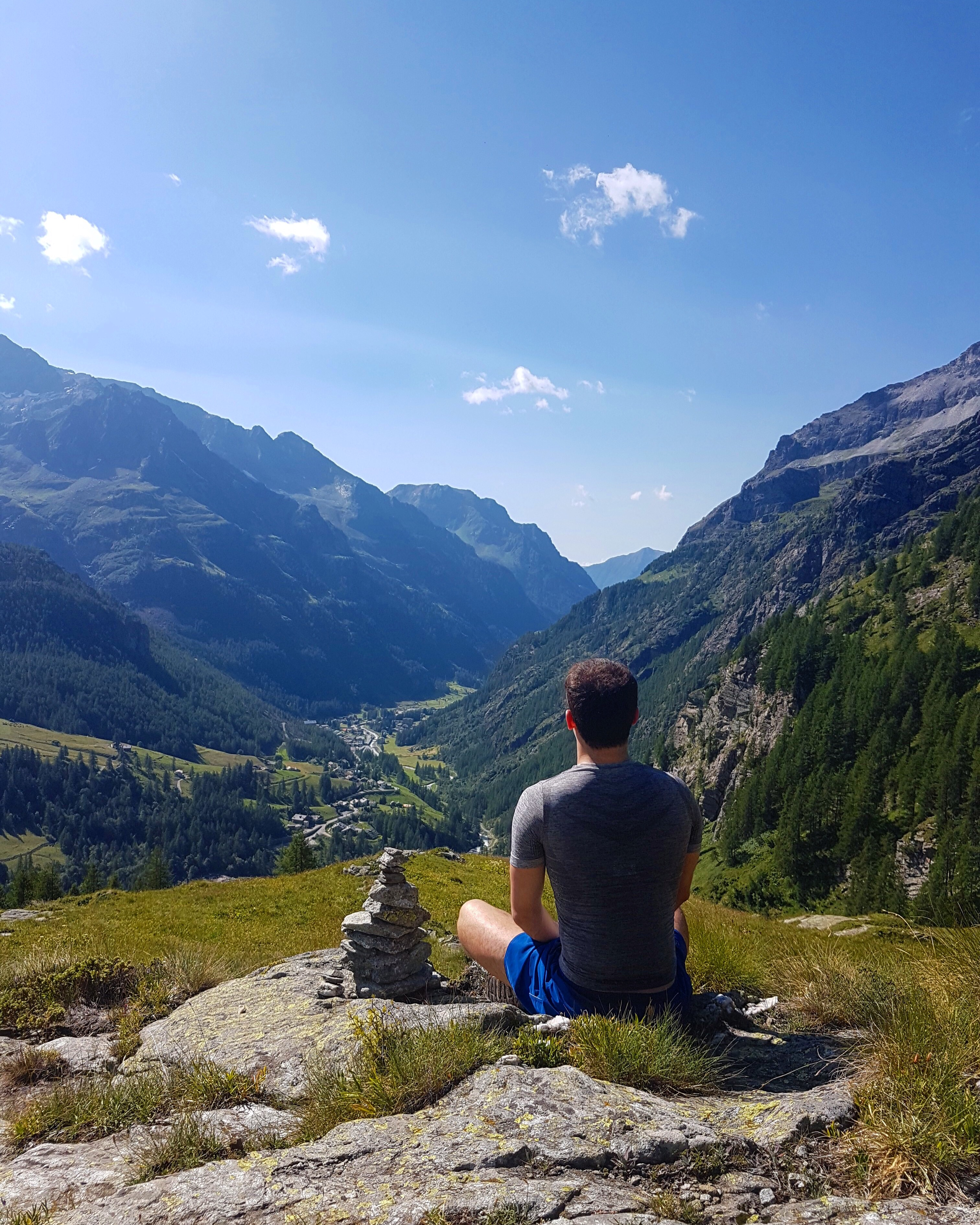
Individuo assorto nella contemplazione della natura.

## Contemplazione e meditazione
Le parole «contemplazione» e «meditazione» talvolta hanno significato diametralmente opposto a seconda che compaiano in un contesto occidentale o orientale. 
In Occidente la contemplazione è intesa solitamente come un rivolgere la mente (svuotata di ogni altro contenuto) a Dio (nel Cristianesimo) o al bene (nel neoplatonismo), laddove la meditazione può richiedere un preciso esercizio mentale volto alla visualizzazione di una scena religiosa o alla riflessione su di un passaggio biblico. In Oriente il significato dei due termini è capovolto.
Per alcuni studiosi, tuttavia, il significato di "meditazione", in Oriente, non corrisponderebbe ad un "rivolgere la mente"; bensì ad un ascolto senza alcuna "direzione" o "predisposizione".